# نووی چیرکی
نووی چیرکی (به لاتین: Novy Chirkey) یک منطقهٔ مسکونی در روسیه است که در داغستان واقع شده‌است.